# Agostino Spinola (doge)
Agostino Spinola, né en 1624 à Gênes et mort en 1692 à Gênes, est un homme politique italien, 125e doge de Gênes du 29 juillet 1679 au 29 juillet 1681.